# Богатырёво (Брянская область)
Богатырёво — упразднённая в 2017 году деревня в Карачевском районе Брянской области России. Входила на год упразднения в состав Дроновского сельского поселения.
Вблизи урочища Богатырево расположена крайняя восточная точка Брянской области (35°19′42″ в. д.).

## География
Деревня находилась в восточной части Брянской области, на Среднерусской возвышенности в центре Восточно-Европейской равнины, в зоне хвойно-широколиственных лесов, вблизи реки Лубна.

## Климат
умеренно континентальный с теплым летом и умеренно морозной зимой. Годовое количество осадков — 500—600 мм. Средняя температура января составляет −8,6°, июля — +18,6°.

## История
Законом Брянской области от 1 июля 2017 года № 47-З деревня Богатырёво упразднена как фактически не существующая в связи с переселением жителей в другие населённые пункты.